# Katamenes
Katamenes is een geslacht van vliesvleugelige insecten van de familie plooivleugelwespen (Vespidae).

## Soorten
- K. algirus (Schulz, 1905)
- K. arbustorum (Panzer, 1799)
- K. dimidiatus (Brullé, 1832)
- K. flavigularis (Bluethgen, 1951)
- K. sichelii (Saussure, 1852)